# Roms skövling (410)

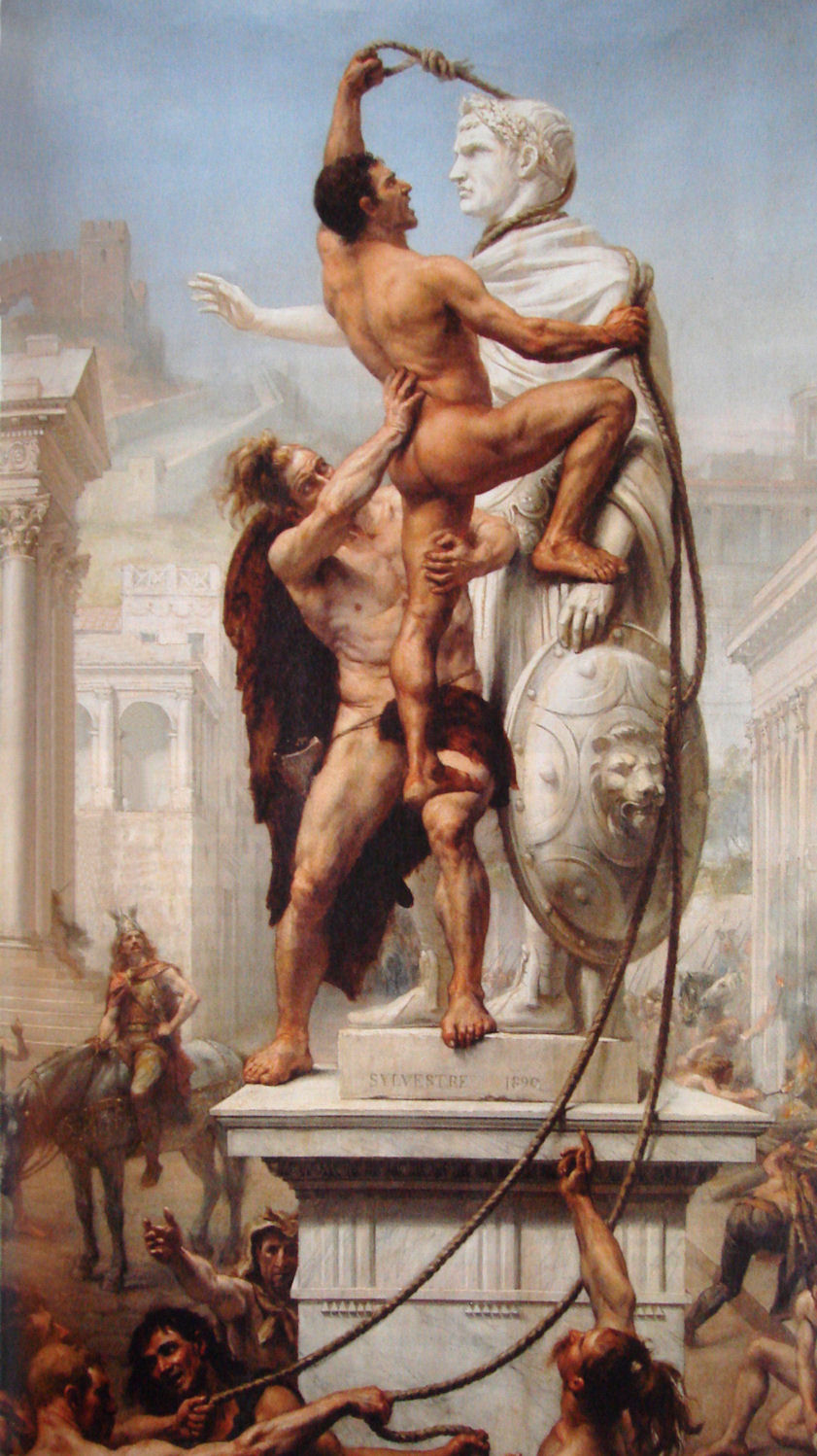
Roms skövling av JN Sylvestre, 1890.

Roms skövling den 24 augusti 410 ägde rum sedan västgoterna under Alarik I hade besegrat romarna i stridigheterna under det västromerska rikets fall. Vid denna tidpunkt var Rom inte längre romarrikets huvudstad, men det betraktades fortfarande som romarrikets kulturella och emotionella centrum, och dess fall förorsakade en stor chock för moralen i den dåtida världen. Det var första gången Rom hade intagits av fiender sedan slaget vid Allia åttahundra år tidigare. Efter dåtida standard beskrivs skövlingen som jämförelsevis begränsad: det förekom inga massakrer, flera byggnader förklarades för asyler, och de flesta byggnadsverk lämnades oskadade, om än tömda på värdeföremål. 